# Urna
 (décembre 2023).
Si vous disposez d'ouvrages ou d'articles de référence ou si vous connaissez des sites web de qualité traitant du thème abordé ici, merci de compléter l'article en donnant les références utiles à sa vérifiabilité et en les liant à la section « Notes et références ».

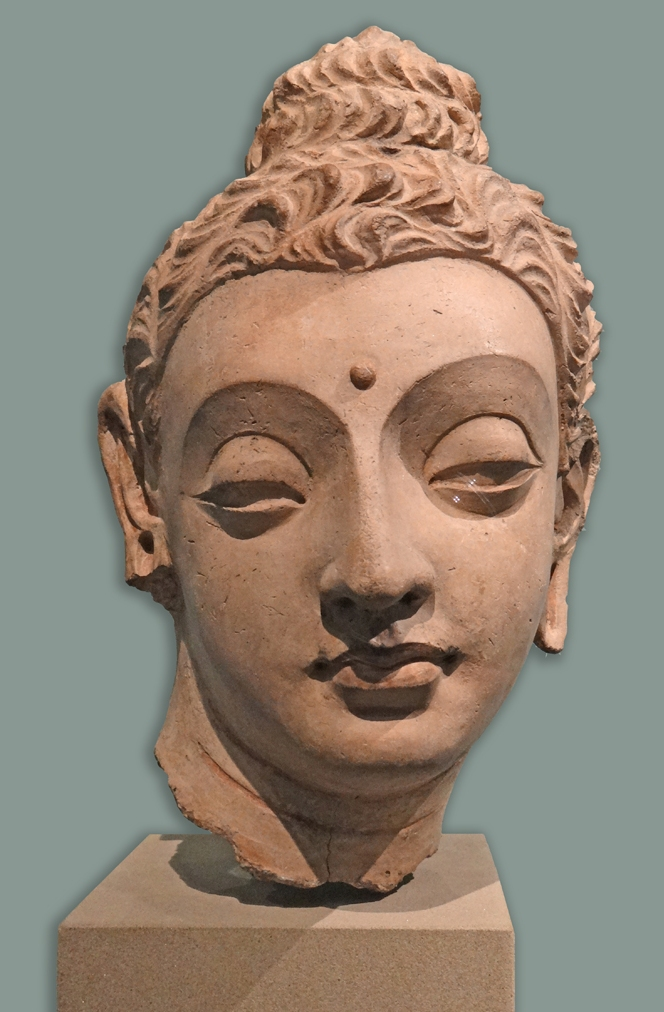
Tête du Bouddha avec l'urna sur le front

Dans l'art et la culture bouddhiste, l'urna (sanskrit: ūrṇā or ūrṇākośa, en pali : uṇṇa, et appelé 白毫 (byakugō) en japonais) est une spirale ou une sorte de demi boule placée sur le front du Bouddha, dans les images bouddhistes ou statues. Il symbolise le troisième œil, qui à son tour symbolise la vision dans le monde divin ; une sorte de capacité à voir au-delà de notre univers mondain de la souffrance.
Comme l'indique le Lakkhana Sutta ou «Discours sur les marques », l'urna est la trente-et-unième caractéristique physique du Bouddha. Il est généralement considéré comme un verticille de vertu, une marque ou un signe que le Bouddha est un mahāpuruṣa (« grand être »). Le dispositif se rencontre souvent sur les sculptures du IIe siècle